# Mouretia inaequalis
Mouretia inaequalis är en måreväxtart som först beskrevs av Hsien Shui Lo, och fick sitt nu gällande namn av Christian Tange. Mouretia inaequalis ingår i släktet Mouretia och familjen måreväxter. Inga underarter finns listade i Catalogue of Life.